# تپه قصر گلچهره
تپه قصر گلچهره مربوط به دوره تاریخی است و در شهرستان تربت جام، دو کیلومتری جنوب شرق روستای لنگر واقع شده و این اثر در تاریخ ۱۶ اسفند ۱۳۸۴ با شمارهٔ ثبت ۱۴۳۱۴ به‌عنوان یکی از آثار ملی ایران به ثبت رسیده‌است.